# Чашка (село)
Ча́шка (мак. Чашка) — село у Північній Македонії, адміністративний центр общини Чашка Вардарського регіону. Село складається з двох розрізнених частин — основної частини на річці Тополка, яке раніше називалось Долно-Раковець, та хутору Чашка (41°39'02 пн. ш., 21°39'47 сх. д. [Архівовано 8 березня 2020 у Wayback Machine.]), яке і дало назву всьому поселенню.
Населення — 1471 особа (перепис 2002) в 415 господарствах.

## Історія
У XIX столітті село було населеним пунктом в Османської імперії. В 1900 році тут проживало 262 жителя, усі — болгари (македонці) — християни. У 1905році 120 жителів села були прихожанами церкви Болгарської екзархії.
З 1930-х років Чашка — залізнична станція на лінії Велес — Прілеп — Бітола.

## Галерея

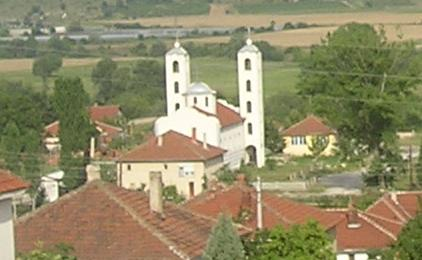
Церква святого Климента Охридського
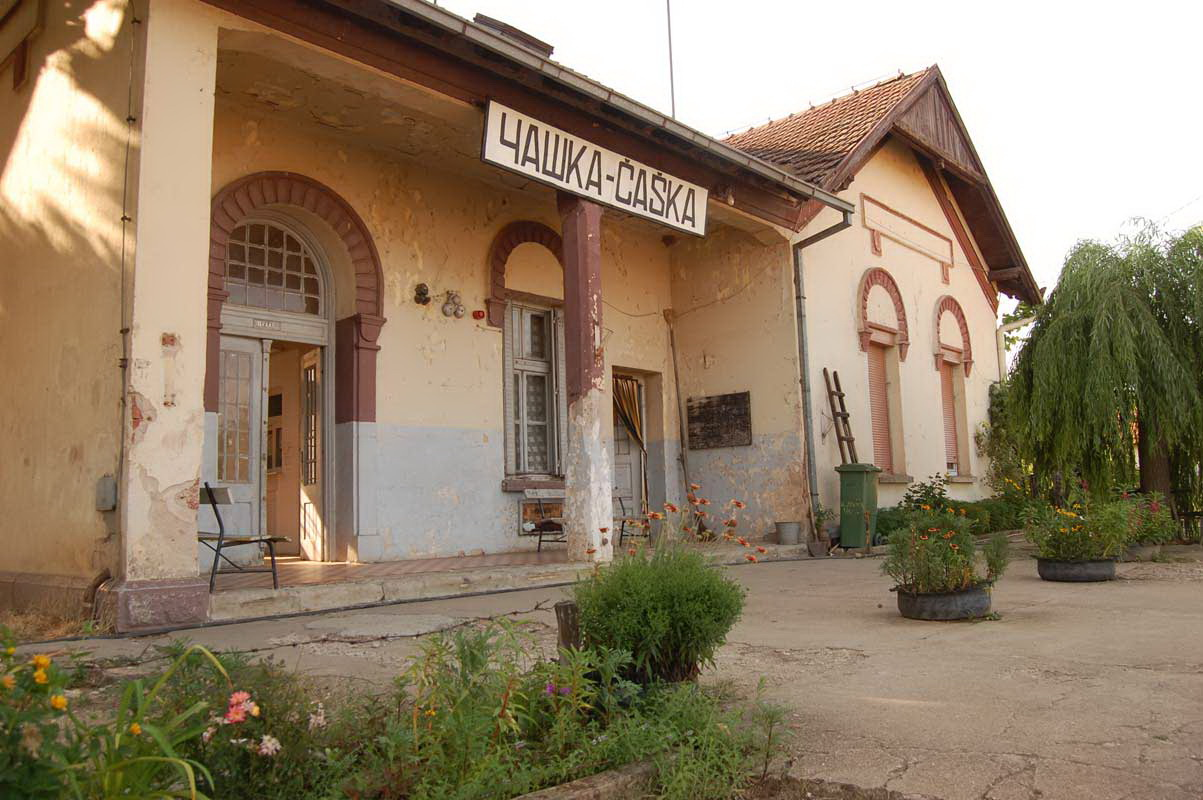
Залізнична станція
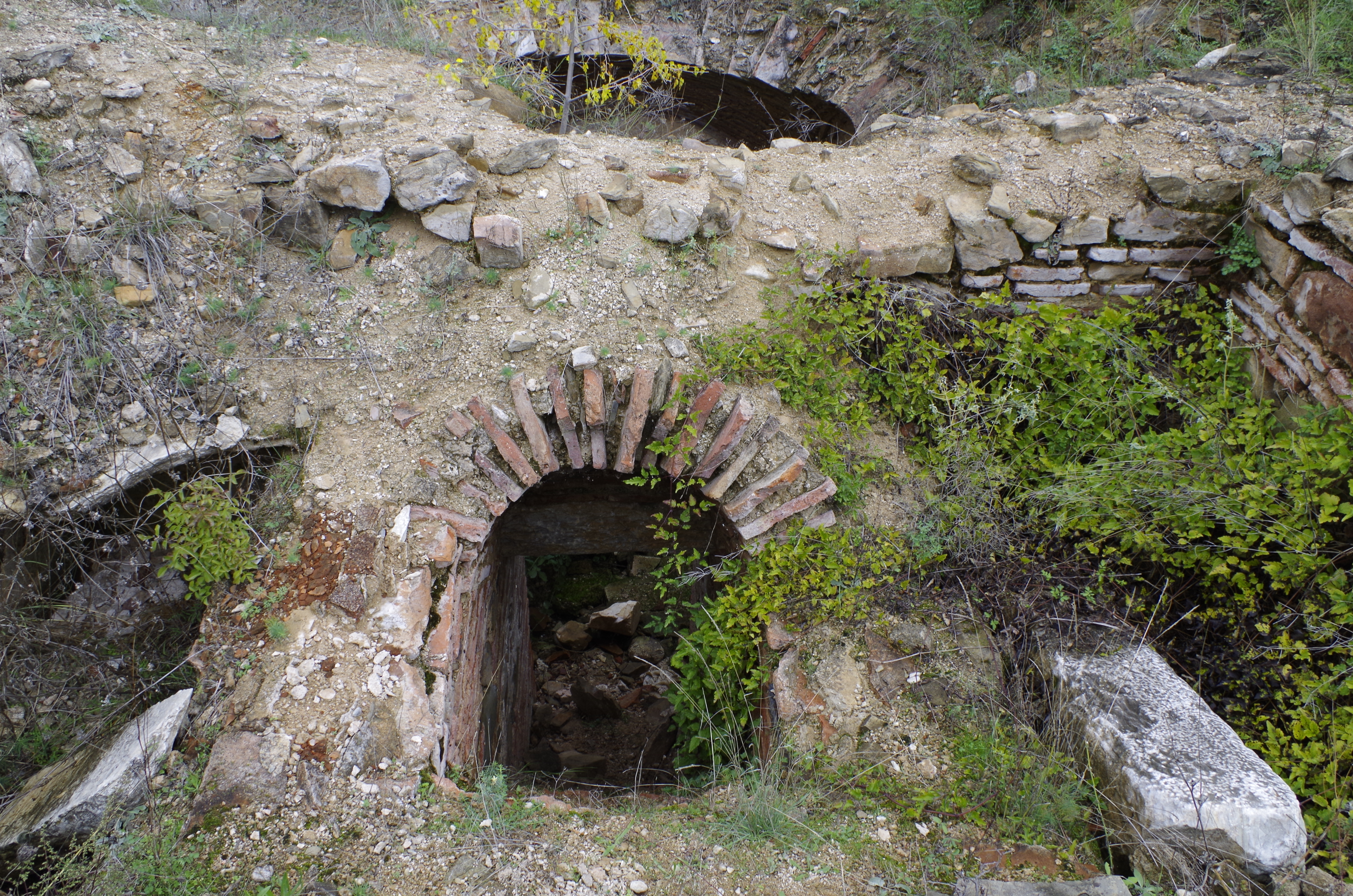
Гереон — давньоримська гробниця